# Piniphantes zonsteini
Piniphantes zonsteini är en spindelart som först beskrevs av Andrei V. Tanasevitch 1989.  Piniphantes zonsteini ingår i släktet Piniphantes och familjen täckvävarspindlar. Inga underarter finns listade i Catalogue of Life.